# Салангана індійська
Саланга́на індійська (Aerodramus unicolor) — вид серпокрильцеподібних птахів родини серпокрильцевих (Apodidae). Мешкає в Індії і на Шрі-Ланці.

## Опис

Індійські салангани

Довжина птаха становить 12 см. Верхня частина тіла темно-коричнева, надхвістя іноді дещо світліше, нижня частина тіла світло-коричнева. Крила дещо вигнуті назад, нагадучи півмісяць або бумеранг, тіло струнке, а хвіст короткий, дещо роздвоєний. Лапи короткі, неоперені. В польоті птахи видають пронизливий щебет, також вони використовують низькі металеві клацаючі звуки для ехолокації в печерах.

## Поширення і екологія
Індійські салангани мешкають на південному заході Індії (від Махараштри до Керали і Тамілнада, зокрема в Західних Гатах, де їх популяція є дуже високою), а також на острові Шрі-Ланка, де вони є найпоширенішим видом серпокрильців і поширені по всьому острову. Основним середовищем проживання цих птахів є скелясті гірські схили, в яких є придатні для гніздування печери. Вони зустрічаються на висоті до 2200 м над рівнем моря.
Індійські салангани живляться комахами, яких ловлять в польоті, переважно двокрилими, напівтвердокрилими і перетинчастокрилими, а також твердокрилими, бабками і волохатокрильцями. Формують невеликі зграйки до 6 птахів.
Гніздування на півдні Індії триває з березня по червень. На Шрі-Ланці птахи починають гніздитися наприкінці грудня або на початку січня, а у серпні-вересні вони гніздяться вдруге. Індійські салангани гніздяться в печерах, формуючи тісні гніздові колонії, іноді також в залізничних тунелях. Гніздо має дугоподібну форму, шириною 65-80 см, глибиною 20-25 мм і вагою 6-8 г, воно робиться зі слини, іноді з додаванням трави, гілочок, моху або пір'я. Гнізда цих птахів вважаються делікатесом в деяких країнах Азії. Гнізда розміщуються на відстані 5-20 см відносно одного, часто вони є заражені клопами Cimex rotundatus. В кладці 2 білих яйця розміром 20,9×13,5 мм. 